# ゴンゾ宇宙に帰る
『ゴンゾ宇宙に帰る』（Muppets from Space）は1999年に公開されたアメリカ映画。

## ストーリー
いつものように、多くのマペット達がにぎやかに暮らす下宿屋。
なぜかゴンゾだけが落ち込んでおり、どうやら『ノアの箱舟』から一人だけしめ出されるという悪夢を見て、自分だけがどこの何者なのか、どういう種族なのか分からないという事実に打ちのめされているようだ。
大好きな人間大砲のパフォーマンスさえも遠慮して、朝食を取ろうとするゴンゾの前に、アルファベット型のシリアルが突然"R U THERE"（君はどこにいるんだ?）と並びだした。それは、ゴンゾを探す宇宙の家族からのメッセージだった。
宇宙からの謎のメッセージを感知して政府の秘密機関も活動を始めた。果たして、ゴンゾは家族と再会できるのだろうか。

## スタッフ
- 監督：ティム・ヒル（英語版）
- 脚本：ジェリー・ジュール、ジョゼフ・マッツァリーノ、ケン・カウフマン
- 製作：ブライアン・ヘンソン、マーティン・G・ベイカー
- 撮影：アラン・カソ
- 音楽：ジャムシード・シェフリィ
- 特殊効果：トーマス・G・スミス

### 日本語版製作スタッフ
- 演出：清水洋史
- 翻訳：野口尊子
- 調整：荒井孝（オムニバス・ジャパン）
- プロデュース：吉岡美惠子（ソニー・ピクチャーズ・エンタテインメント）
- 制作担当：神部宗之（東北新社）
- 日本語版制作：(株)東北新社

## キャスト
（括弧内は日本語版キャスト）
- K・エドガー・シンガー：ジェフリー・タンバー（佐々木勝彦）
- ドクター・タッカー：デヴィッド・アークエット（くわはら利晃）
- ノア：F・マーリー・エイブラハム（西川幾雄）
- 門番：レイ・リオッタ（永井誠）
- エージェント・ベーカー：ジョシュ・チャールズ（中村俊洋）
- テレビプロデューサー：ロブ・シュナイダー（坂東尚樹）
- シェリー・スナイプス：アンディ・マクダウェル（佐藤ゆうこ）
- ラフト将軍：パット・ヒングル（北村弘一）
- 本人：ハルク・ホーガン（水野龍司）
- AD：ヴェロニカ・アリチノ（相楽恵美）
- ジョーイ：クリスティーナ・マリンズ（三浦智子）

### マペットたち
- ゴンゾ：デーヴ・ゲルツ（塩屋浩三）
- カーミット：スティーヴ・ホイットマイア（真殿光昭）
- ブンゼン：デーヴ・ゲルツ（江原正士）
- ビーカー：スティーヴ・ホイットマイア（小形満）
- リゾ：スティーヴ・ホイットマイア（石野竜三）
- バッバ：ビル・バレッタ（大川透）
- ミス・ピギー：フランク・オズ（小形満）
- アニマル：フランク・オズ（緒方賢一）
- フォジー：フランク・オズ（江原正士）
- サム：フランク・オズ（水野龍司）
- ペペ：ビル・バレッタ（高木渉）
- クリフォード：ケビン・クラッシュ（落合弘治）
- スタトラー：ジェリー・ネルソン（西川幾雄）
- ウォルドーフ：デーヴ・ゲルツ（北村弘一）
- 超ゴンゾ：ジェリー・ネルソン（緒方賢一）
- レントロ（ボーボー）：ビル・バレッタ（乃村健次）
- ドクター・フィル：ブライアン・ヘンソン（中博史）
- ロビン：ジェリー・ネルソン（落合弘治）
- ジョニー・フィアマ：ビル・バレッタ（大川透）
- サル・ミネラ：ブライアン・ヘンソン（高木渉）
- ドクター・ティース：ジョン・ケネディ（水野龍司）
- フロイド・ペッパー：ジェリー・ネルソン（水野龍司）

## 解説
- 七面鳥のようであり鶏のようでもある謎のマペット・ゴンゾを主役に、彼の本当の家族やファースト・コンタクトをテーマに送るマペット・ムービー。
- 『未知との遭遇』『メン・イン・ブラック』数々のSF映画のパロディが散りばめられ、ハルク・ホーガン他有名人のカメオ出演もある。